# Sèvresporslin

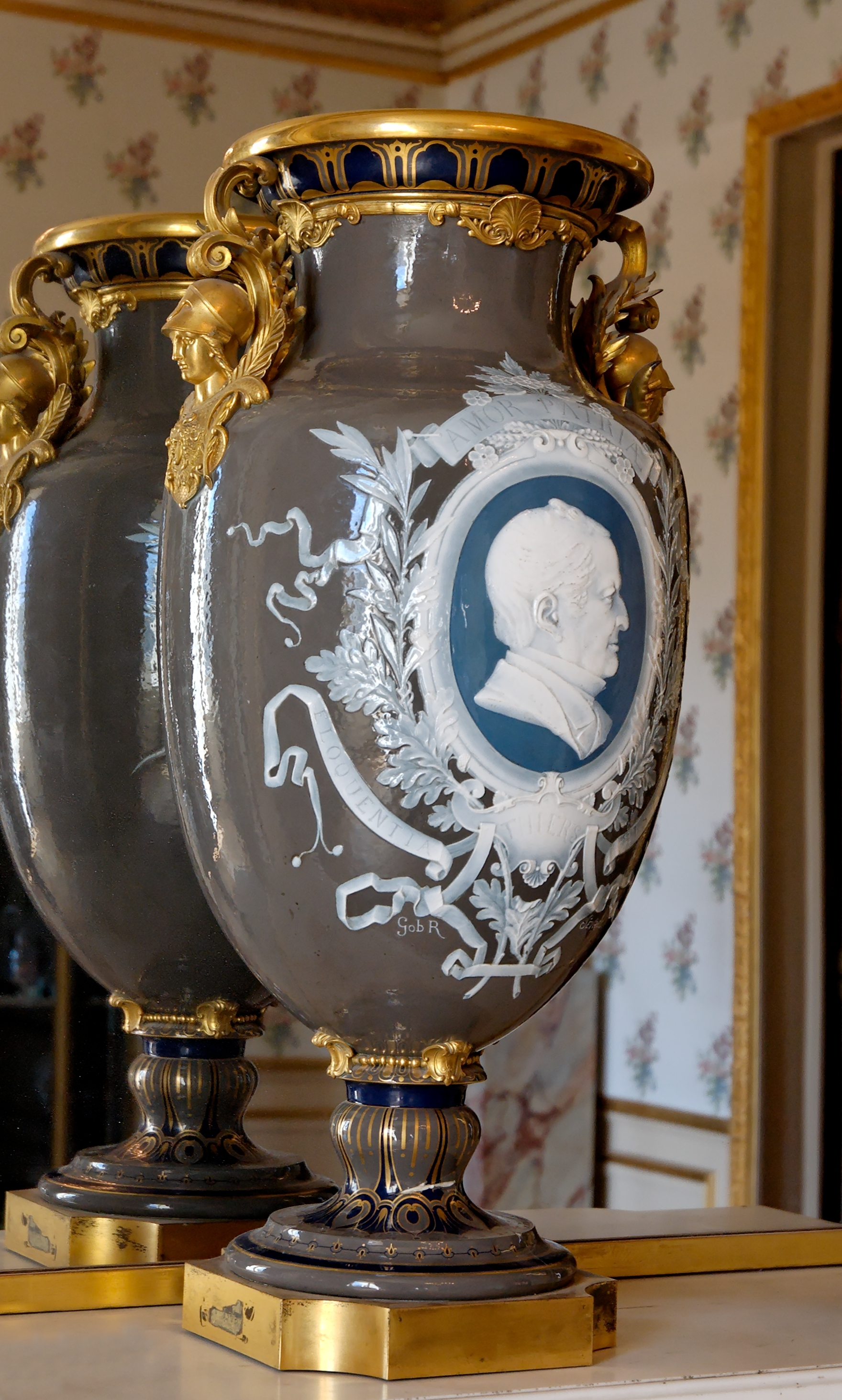
Sèvresvas med porträtt av Adolphe Thiers, Louvren.

Manufacture royale de porcelaine de Sèvres, senare Manufacture nationale de Sèvres, är en fransk porslinstillverkare.
1745 anlades en fabrik för tillverkning av frittporslin i Vincennes. Den ledde av ett syndikat med Louis Henri Orry de Fulvy i spetsen. Orry de Fulvy förstod att inte bara skaffa sig de erforderliga privilegierna utan och finansiellt stöd från Ludvig XV, som 1753 själv inträdde som delägare i koncernen. I fortsättningen kallades den Manufacture Royale de Porcelaine de France. Orry de Fulvy efterträddes vid sin död av kemisten Jean Hellot. Målnings- och förgyllningsateljéerna förestods av Jean-Jacques Bachelier som blev den egentlige skaparen av det franska porslinet. François Boucher och Antoine Watteau ritade förlagor till porslinsdekorer för fabriken. 1756 flyttade fabriken till Sèvres, där man fortsatte tillverkningen av frittporslin, men 1769 tog han även upp produktionen av hårt porslin, sedan man upptäckt ett lager av kaolinlera i Limoges. Först 1800 upphörde all tillverkning av frittporslin och man inriktade sig helt på fältspatporslinet.
1759 hade franske kungen övertagit allt finansiellt ansvar för fabriken och löste ut övriga delägare. Till chef för figurplastiken utsågs Étienne Maurice Falconet och för övriga modellateljéer Jean-Claude Chambellan Duplessis. Det mesta av produktionen tillverkades i den av Bachelier 1751 upptäckta biskviporslinmassan.
Franska revolutionen innebar en tillbakagång för fabriken, men produktionen upphörde aldrig. 1800 omorganiserades fabriken av Alexandre Brongniart, som inriktade tillverkningen helt på fältspatporslin. Under Napoleontiden blev Sèvres tongivande för den europeiska porslinstillverkningen. Efter Napoleons minskade fabrikens betydelse, och har därefter främst tillverkat kopior på äldre servismodeller.